# Chanson de Solveig

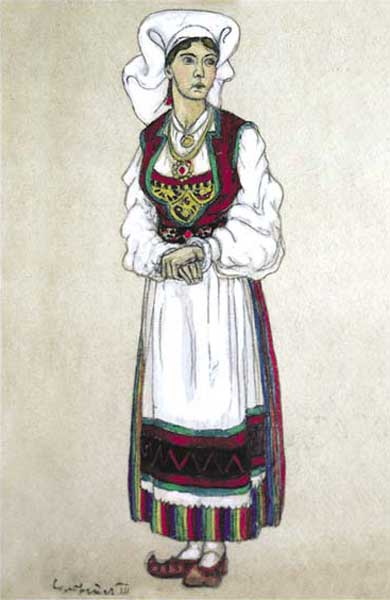
Peer Gynt by Roerich 02.

La chanson de Solveig est un extrait de la musique de scène composée par Edvard Grieg en 1867 pour la pièce de théâtre Peer Gynt. 
Jouée pour la première fois en 1876, elle fait partie de Peer Gynt, suite n°2, opus 55. Elle reprend une mélodie de la scène 8 de l'acte I (Från tronen uti bojor) de Gustaf Wasa, opéra de Johann Gottlieb Naumann joué pour la première fois en janvier 1786. 

## Texte
| Texte norvégien (avant la réforme de l'orthographe) | Traduction française | Traduction française plus littérale |
| --- | --- | --- |
| Kanske vil der gå både Vinter og Vår, og næste Sommer med, og det hele År; — men engang vil du komme, det véd jeg visst; og jeg skal nok vente, for det lovte jeg sidst. Gud styrke dig, hvor du i Verden går! Gud glæde dig, hvis du for hans Fodskammel står! Her skal jeg vente til du kommer igen; og venter du histoppe, vi træffes der, min Ven! | L'hiver peut s'enfuir, le printemps bien-aimé Peut s'écouler. Les feuilles d'automne et les fruits de l'été, Tout peut passer. Mais tu me reviendras, Ô mon doux fiancé, Pour ne plus me quitter. Je t'ai donné mon cœur, il attend résigné, Il ne saurait changer. Que Dieu daigne encore dans sa grande bonté, Te protéger, Au pays lointain qui te tient exilé, Loin du foyer. Moi je t'attends ici, cher et doux fiancé, Jusqu'à mon jour dernier. Je t'ai gardé mon cœur, plein de fidélité, Il ne saurait changer. | Peuvent s’écouler à la fois hiver et printemps, Et puis l’été prochain, et même tout un an ; Mais un beau jour tu viendras, cela je le sais ; Et bien sûr j’attendrai, car ce fut ma dernière promesse. Dieu te protège, où que tu ailles de par le monde ! Dieu te bénisse, si tu te tiens devant son trône ! Ici-bas j’attendrai encore ton retour ; Et si c’est là-haut que tu attends, c’est là que nous nous retrouverons, mon Ami ! |

## Reprises
Serge Gainsbourg a repris la mélodie de ce morceau pour sa chanson Lost Song, interprétée par Jane Birkin. 